# Babels hus (TV-serie)
Babels hus är en TV-serie från 1981 av Jonas Cornell. Den är baserad på P.C. Jersilds roman med samma namn.

## Handling
Babels hus ifrågasätter sjukvårdspolitikens inriktning på storskaliga och opersonliga sjukhus. Primus Svensson (Carl-Gustaf Lindstedt) får en hjärtinfarkt när han rensar vinbär på sin kolonilott; med stark smärta tar han cykeln för att åka hem, men faller omkull på hemvägen, blir medvetslös och förs till Enskede sjukhus av polisen. Den egensinniga läkarkandidaten Martina Bosson (Maria Hedborg) jobbar på hans avdelning.

## Om serien
Serien sändes ursprungligen i SVT under perioden 15 januari–19 februari 1981, och väckte stor debatt om sjukvårdspolitiken. Babels hus har repriserats i SVT 1989 och 2001. Serien utgavs på DVD 2010.
Enskede sjukhus var det stora sjukhus som planerades under 1960-talet i området Dalen och avsnitten om kolonistugan spelades in i Listuddens koloniområde. Interiörbilderna är tagna på Dalens sjukhus som då var under byggnad, samt från Huddinge sjukhus. Exteriörbilderna av sjukhuset i serien är tagna vid Sundsvalls sjukhus.

## Medverkande
- Carl-Gustaf Lindstedt – Primus Svensson
- Ingvar Hirdwall – Bernt Svensson, Primus son
- Maria Hedborg – Martina Bosson, läkarkandidat
- Lars Lind – Gustav Nyström
- Frej Lindqvist – Roland Låck
- Sven Lindberg – Frank Nylander
- Philip Zandén – Carl Bertelskjöld
- Sven Holm – Lars-Ola Borg
- Lissi Alandh – Kitty
- Kjell Bergqvist - Tony Bygren
- Stig Ossian Ericson – röntgenchef
- Marie Göranzon – personalläkare
- Ulf Isenborg – Hannes Gordon
- Jan Waldekranz – nattvaket
- Anita Ekström – syster Ingrid
- Wallis Grahn – avdelningssköterska
- Margit Andelius – tant i rullstol
- Lickå Sjöman – sköterska
- Pierre Dahlander – polisman
- Thorsten Flinck – Kenta
- June Carlsson – frågarens röst
- Keve Hjelm – Erik Ask
- Henric Holmberg – Hardy, bibliotekarie
- Siv Ericks – telefonist
- Gunilla Åkesson – telefonist
- Per Myrberg – Lars Wastesson
- Ulf Brunnberg – Rabbe Chymander
- Helge Skoog – Torben Gillberg
- Jan Nygren – Sture Öhrn
- Gösta Prüzelius – personalchef
- Eva Stenson – personalbiträde
- Axelle Axell – läkare
- Richard Asker – Bernt som barn
- Agneta Ehrensvärd – sköterska
- Helena Kallenbäck – sekreterare
- Mona Seilitz – syster Nilla
- Dora Söderberg – Edith Wahlgren
- Allan Nilsson – taxichaufför
- Arne Olsson – hotellreceptionist
- János Herskó – Victor Pelpus
- Per Theodor Haugen – Nordal Nansen-Vold
- Inga-Märta Fröman – kurator
- Lena Strömdahl – nattsköterska
- Thomas Widman – amanuens
- Gunnar Ernblad – läkare
- Inger Norryd – döende kvinna
- Sture Hovstadius – patient
- Fillie Lyckow – patient
- Ulf von Zweigbergk – Karlgren
- Berit Gustafsson – telefonist
- Aino Seppo – Pirjo
- Annika Levin – sekreterare
- Håkan Serner – Ralph Parret
- Rebecca Pawlo – syster Sonja
- Hans Olivecrona – Hans Berling
- Francisco Arosta Martinez – Juan Bosco